# الدوري الشمالي لكرة القدم 1906–07
الدوري الشمالي لكرة القدم 1906–07 (بالإنجليزية: 1906–07 Northern Football League)‏ هو موسم من الدوري الشمالي لكرة القدم ‏. فاز فيه Stockton F.C. ‏.